# Lista hrabstw w Wirginii Zachodniej

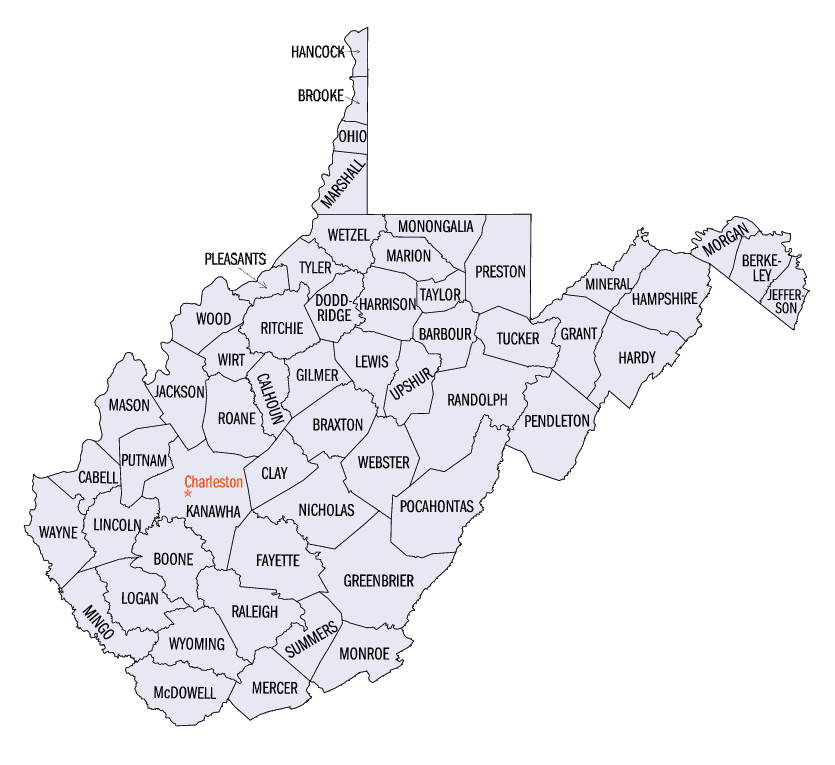
Podział na hrabstwa Wirginii Zachodniej.

Amerykański stan Wirginia Zachodnia obejmuje 55 hrabstw: 
1. Hrabstwo Barbour
2. Hrabstwo Berkeley
3. Hrabstwo Boone
4. Hrabstwo Braxton
5. Hrabstwo Brooke
6. Hrabstwo Cabell
7. Hrabstwo Calhoun
8. Hrabstwo Clay
9. Hrabstwo Doddridge
10. Hrabstwo Fayette
11. Hrabstwo Gilmer
12. Hrabstwo Grant
13. Hrabstwo Greenbrier
14. Hrabstwo Hampshire
15. Hrabstwo Hancock
16. Hrabstwo Hardy
17. Hrabstwo Harrison
18. Hrabstwo Jackson
19. Hrabstwo Jefferson
20. Hrabstwo Kanawha
21. Hrabstwo Lewis
22. Hrabstwo Lincoln
23. Hrabstwo Logan
24. Hrabstwo Marion
25. Hrabstwo Marshall
26. Hrabstwo Mason
27. Hrabstwo McDowell
28. Hrabstwo Mercer
29. Hrabstwo Mineral
30. Hrabstwo Mingo
31. Hrabstwo Monongalia
32. Hrabstwo Monroe
33. Hrabstwo Morgan
34. Hrabstwo Nicholas
35. Hrabstwo Ohio
36. Hrabstwo Pendleton
37. Hrabstwo Plesants
38. Hrabstwo Pocahontas
39. Hrabstwo Preston
40. Hrabstwo Putnam
41. Hrabstwo Raleigh
42. Hrabstwo Randolph
43. Hrabstwo Ritchite
44. Hrabstwo Roane
45. Hrabstwo Summers
46. Hrabstwo Taylor
47. Hrabstwo Tucker
48. Hrabstwo Tyler
49. Hrabstwo Upshur
50. Hrabstwo Wayne
51. Hrabstwo Webster
52. Hrabstwo Wetzel
53. Hrabstwo Wirt
54. Hrabstwo Wood
55. Hrabstwo Wyoming